# Биссе-ла-Кот
Биссе́-ла-Кот (фр. Bissey-la-Côte) — коммуна во Франции, находится в регионе Бургундия. Департамент коммуны — Кот-д’Ор. Входит в состав кантона Монтиньи-сюр-Об. Округ коммуны — Монбар.
Код INSEE коммуны — 21077.

## Население
Население коммуны на 2010 год составляло 91 человек.
| 1962 | 1968 | 1975 | 1982 | 1990 | 1999 | 2010 |
| ---- | ---- | ---- | ---- | ---- | ---- | ---- |
| 154  | 129  | 134  | 133  | 121  | 120  | 91   |

## Экономика
В 2010 году среди 59 человек трудоспособного возраста (15—64 лет) 41 были экономически активными, 18 — неактивными (показатель активности — 69,5 %, в 1999 году было 64,6 %). Из 41 активных жителей работали 38 человек (19 мужчин и 19 женщин), безработных было 3 (1 мужчина и 2 женщины). Среди 18 неактивных 4 человека были учениками или студентами, 9 — пенсионерами, 5 были неактивными по другим причинам.